# Deux pièces en forme de mazurka
Les Deux pièces en forme de mazurka, op. 12 sont deux mazurkas pour piano, composées par Louis Aubert en 1907.

## Présentation
L'œuvre est en deux mouvements :
1. Lent — mystérieux et mélancolique ( = 72) en sol majeur, à 
 ;
2. Animé ( = 192) en mi mineur, à 
, la fin en la majeur.

## Analyse
Guy Sacre commente ces mazurkas composées par Louis Aubert en 1907 : la première annonce « le thème des fées de La Forêt bleue, moins une mazurka qu'une valse très lasse ». La seconde, qui « évoque ironiquement Chopin », « prise à très vive allure, passe son temps à moduler et s'émancipe dans les altérations modales de cet étrange ton de la, tout parfumé d'aromates ».
Vladimir Jankélévitch relève la filiation fauréenne de l'œuvre : « je ne sais quoi d'évasif transparaît à travers l'élégance et le brio de la Valse-Caprice, op. 10 et plus encore à travers les feintes, les frottements, les résolutions exceptionnelles des Deux pièces en forme de mazurka, op. 12 ».

## Postérité
En 1987, Aubert est absent du Guide de la musique de piano réalisé sous la direction de François-René Tranchefort. Son œuvre est progressivement redécouverte au début du XXIe siècle.

## Discographie
- Cristina Ariagno — Louis Aubert, Piano Works, Brilliant Classics 9064, 2009.